# Catedral Ortodoxa Copta de São Marcos
A Catedral Ortodoxa Copta de São Marcos está localizada no Distrito de Abbasia, no Cairo, Egito. É a sede do Papa da Igreja Ortodoxa Copta. Foi construída durante o tempo em que Cirilo VI de Alexandria era Papa da Igreja Ortodoxa Copta, por ele inaugurada em 1968.
A catedral é nomeada em homenagem a São Marcos Evangelista, um apóstolo de Jesus e fundador da Igreja Copta. As relíquias de sua vida são guardadas dentro do templo. É de longe a maior catedral da África e do Oriente Médio.
Em 11 de dezembro de 2016, a capela perto da catedral foi alvo de um ataque terrorista e ao menos 25 pessoas foram mortas por uma explosão.